# Medaille voor Heldhaftige Arbeid
De Medaille voor Heldhaftige Arbeid (Russisch: Медаль За трудовую доблесть) wordt aan civiele stafleden en medewerkers aan de Speciale Programma's van de Russische president uitgereikt voor bijzondere bijdragen en voor langdurige en toegewijde arbeid.
Deze onderscheiding is een typisch Sovjet-Russisch vormgegeven medaille. Ze werd in het decreet nr. 26 van 28 december 2001 ingesteld door de Russische Federatie en is een ministeriële onderscheiding. Kenmerkend voor de stijl van de socialistische orden en medailles is dat deze medaille in vergelijking met het smalle en korte, door twee gespen omsloten, blauwe lint erg groot lijkt. Ook de combinatie van de woorden Heldhaftig en Arbeid herinnert aan de heldenorden van de vroegere Sovjet-Unie.
Het statuut van de onderscheiding noemt professionele excellentie, een dienstperiode van ten minste 10 jaar, en een voordracht door het hoofd van de dienst als voorwaarden voor het decoreren met deze medaille. 
De onderscheiding, een ronde koperkleurige medaille met een diameter van 32 millimeter, toont op de voorzijde een rijksappel tegen de achtergrond van de Russische vlag met daaromheen in reliëf onderdelen van het embleem van het Directoraat voor Speciale Programma's van de President van de Russische Federatie (GOSP). Deze zeer geheime organisatie is belast met de zorg voor de bunkers van de Russische regering.
Op de keerzijde staat als rondschrift "СЛУЖБА СПЕЦИАЛЬНЫХ ОБЪЕКТОВ" en "ПРИ ПРЕЗИДЕНТЕ РОССИИ". In het midden staat de opdracht "ЗА ТРУДОВУЮ ДОБЛЕСТЬ". Men draagt deze ministeriële medaille op de linkerborst, na de onderscheidingen van de Russische staat.
Het Directoraat voor Speciale Programma's kreeg op 23 maart 2000 in een Presidentieel Decreet een eigen embleem toegewezen. Het Kremlin koos als symbool een aan het symbool van de veiligheidsdienst (en de vroegere KGB) ontleend wapenschild. Dit wapen combineert onderdelen van de oude tsaristische heraldische vormentaal zoals de gekroonde dubbele adelaar en de rijksappel met het schild en het zwaard van de KGB en de Russische driekleur. De beschermende taak van de GOSP komt in het wapen met daaromheen de contouren van een vijfhoekige vesting, goed tot uitdrukking.